# Salmo 104
Il salmo 104 (103 secondo la numerazione greca) costituisce il centoquattresimo capitolo del Libro dei salmi.
È un canto di lode alla creazione divina.